# 2016年夏季奧林匹克運動會角力比賽
2016年夏季奧林匹克運動會角力比賽於2016年8月14日至21日在卡里奧卡體育館2舉行。共有來自68個國家和地區的344名運動員參加本次比賽。

## 奖牌榜
| 排名 | 国家／地区 | 金牌 | 银牌 | 铜牌 | 總數 |
| ---- | ---------- | ---- | ---- | ---- | ---- |
| 1    | 俄罗斯     | 4    | 3    | 2    | 9    |
| 2    | 日本       | 4    | 3    | 0    | 7    |
| 3    | 古巴       | 2    | 1    | 0    | 3    |
| 4    | 美国       | 2    | 0    | 1    | 3    |
| 5    | 土耳其     | 1    | 2    | 2    | 5    |
| 6    | 伊朗       | 1    | 1    | 3    | 5    |
| 7    | 亚美尼亚   | 1    | 1    | 0    | 2    |
| 8    |            | 1    | 0    | 2    | 3    |
| 9    | 加拿大     | 1    | 0    | 0    | 1    |
| 9    | 塞尔维亚   | 1    | 0    | 0    | 1    |
| 11   | 阿塞拜疆   | 0    | 3    | 6    | 9    |
| 12   | 白俄罗斯   | 0    | 1    | 2    | 3    |
| 12   |            | 0    | 1    | 2    | 3    |
| 14   | 丹麦       | 0    | 1    | 0    | 1    |
| 14   | 乌克兰     | 0    | 1    | 0    | 1    |
| 16   |            | 0    | 0    | 3    | 3    |
| 17   | 中国       | 0    | 0    | 2    | 2    |
| 17   | 瑞典       | 0    | 0    | 2    | 2    |
| 19   | 保加利亚   | 0    | 0    | 1    | 1    |
| 19   | 德国       | 0    | 0    | 1    | 1    |
| 19   | 印度       | 0    | 0    | 1    | 1    |
| 19   | 意大利     | 0    | 0    | 1    | 1    |
| 19   | 挪威       | 0    | 0    | 1    | 1    |
| 19   | 波兰       | 0    | 0    | 1    | 1    |
| 19   | 罗马尼亚   | 0    | 0    | 1    | 1    |
| 19   | 韩国       | 0    | 0    | 1    | 1    |
| 19   | 突尼斯     | 0    | 0    | 1    | 1    |
| 共计 | 共计       | 18   | 18   | 36   | 72   |

## 獎牌得主

### 男子古典式
| 项目               | 金牌                                  | 银牌                                | 铜牌                                |
| 59公斤级 （詳細）  | 伊斯梅尔·博雷罗 · 古巴（CUB）         | 太田忍 · 日本（JPN）                | 埃勒穆拉特·塔斯穆拉多夫 · （UZB）   |
| 59公斤级 （詳細）  | 伊斯梅尔·博雷罗 · 古巴（CUB）         | 太田忍 · 日本（JPN）                | 斯蒂格-安德烈·贝格 · 挪威（NOR）    |
| 66公斤级 （詳細）  | 达沃尔·斯特凡内克 · 塞尔维亚（SRB）   | 米赫兰·哈鲁秋尼扬 · 亚美尼亚（ARM） | 什马吉·博尔克瓦泽 · （GEO）         |
| 66公斤级 （詳細）  | 达沃尔·斯特凡内克 · 塞尔维亚（SRB）   | 米赫兰·哈鲁秋尼扬 · 亚美尼亚（ARM） | 拉苏尔·丘纳耶夫 · 阿塞拜疆（AZE）   |
| 75公斤级 （詳細）  | 罗曼·弗拉索夫 · 俄罗斯（RUS）         | 马克·马森 · 丹麦（DEN）             | 金炫雨 · 韩国（KOR）                |
| 75公斤级 （詳細）  | 罗曼·弗拉索夫 · 俄罗斯（RUS）         | 马克·马森 · 丹麦（DEN）             | Saeid Abdevali · 伊朗（IRI）        |
| 85公斤级 （詳細）  | 达维特·恰克韦塔泽 · 俄罗斯（RUS）     | 让·贝列纽克 · 乌克兰（UKR）         | 贾维德·加姆扎托夫 · 白俄罗斯（BLR） |
| 85公斤级 （詳細）  | 达维特·恰克韦塔泽 · 俄罗斯（RUS）     | 让·贝列纽克 · 乌克兰（UKR）         | 丹尼斯·库德拉 · 德国（GER）         |
| 98公斤级 （詳細）  | 阿圖爾·阿列克薩尼揚 · 亚美尼亚（ARM） | 亚斯马尼·卢戈 · 古巴（CUB）         | 坚克·伊尔代姆 · 土耳其（TUR）       |
| 98公斤级 （詳細）  | 阿圖爾·阿列克薩尼揚 · 亚美尼亚（ARM） | 亚斯马尼·卢戈 · 古巴（CUB）         | Ghasem Rezaei · 伊朗（IRI）         |
| 130公斤级 （詳細） | 米哈因·洛佩斯 · 古巴（CUB）           | 勒扎·卡亚阿尔普 · 土耳其（TUR）     | 萨巴赫·沙里亚提 · 阿塞拜疆（AZE）   |
| 130公斤级 （詳細） | 米哈因·洛佩斯 · 古巴（CUB）           | 勒扎·卡亚阿尔普 · 土耳其（TUR）     | 谢尔盖·谢苗诺夫 · 俄罗斯（RUS）     |

### 男子自由式
| 项目               | 金牌                                      | 银牌                                  | 铜牌                                  |
| 57公斤级 （詳細）  | 弗拉迪米尔·欣切加什维利 · （GEO）         | 樋口黎 · 日本（JPN）                  | 哈吉·阿利耶夫 · 阿塞拜疆（AZE）       |
| 57公斤级 （詳細）  | 弗拉迪米尔·欣切加什维利 · （GEO）         | 樋口黎 · 日本（JPN）                  | 哈桑·拉希米 · 伊朗（IRI）             |
| 65公斤级 （詳細）  | 索斯兰·拉莫诺夫 · 俄罗斯（RUS）           | 托格鲁尔·阿斯加罗夫 · 阿塞拜疆（AZE） | 弗兰克·查米索 · 意大利（ITA）         |
| 65公斤级 （詳細）  | 索斯兰·拉莫诺夫 · 俄罗斯（RUS）           | 托格鲁尔·阿斯加罗夫 · 阿塞拜疆（AZE） | 伊赫季亚尔·纳夫鲁佐夫 · （UZB）       |
| 74公斤级 （詳細）  | 哈桑·雅茲丹尼 · 伊朗（IRI）               | 阿尼乌阿尔·格杜耶夫 · 俄罗斯（RUS）   | 贾布拉伊尔·哈桑诺夫 · 阿塞拜疆（AZE） |
| 74公斤级 （詳細）  | 哈桑·雅茲丹尼 · 伊朗（IRI）               | 阿尼乌阿尔·格杜耶夫 · 俄罗斯（RUS）   | 索内尔·德米尔塔什 · 土耳其（TUR）     |
| 86公斤级 （詳細）  | 阿布杜勒拉希德·萨杜拉耶夫 · 俄罗斯（RUS） | 塞利姆·亚沙尔 · 土耳其（TUR）         | 沙里夫·沙里福夫 · 阿塞拜疆（AZE）     |
| 86公斤级 （詳細）  | 阿布杜勒拉希德·萨杜拉耶夫 · 俄罗斯（RUS） | 塞利姆·亚沙尔 · 土耳其（TUR）         | J'den Cox · 美国（USA）               |
| 97公斤级 （詳細）  | 凯尔·斯奈德 · 美国（USA）                 | 赫塔格·戈久莫夫 · 阿塞拜疆（AZE）     | 阿尔贝特·萨里托夫 · 罗马尼亚（ROU）   |
| 97公斤级 （詳細）  | 凯尔·斯奈德 · 美国（USA）                 | 赫塔格·戈久莫夫 · 阿塞拜疆（AZE）     | 穆罕默德·易卜拉欣莫夫 · （UZB）       |
| 125公斤级 （詳細） | 塔哈·阿克居尔 · 土耳其（TUR）             | Komeil Ghasemi · 伊朗（IRI）          | 易卜拉欣·赛义多夫 · 白俄罗斯（BLR）   |
| 125公斤级 （詳細） | 塔哈·阿克居尔 · 土耳其（TUR）             | Komeil Ghasemi · 伊朗（IRI）          | 格诺·彼得里阿什维利 · （GEO）         |

### 女子自由式
| 项目              | 金牌                        | 银牌                                | 铜牌                              |
| 48公斤级 （詳細） | 登坂繪莉 · 日本（JPN）      | 玛丽亚·斯塔德尼克 · 阿塞拜疆（AZE） | 孙亚楠 · 中国（CHN）              |
| 48公斤级 （詳細） | 登坂繪莉 · 日本（JPN）      | 玛丽亚·斯塔德尼克 · 阿塞拜疆（AZE） | 埃莉察·扬科娃 · 保加利亚（BUL）   |
| 53公斤级 （詳細） | 海伦·马洛里斯 · 美国（USA） | 吉田沙保里 · 日本（JPN）            | 纳塔利娅·西尼申 · 阿塞拜疆（AZE） |
| 53公斤级 （詳細） | 海伦·马洛里斯 · 美国（USA） | 吉田沙保里 · 日本（JPN）            | 索菲娅·马特松 · 瑞典（SWE）       |
| 58公斤级 （詳細） | 伊调馨 · 日本（JPN）        | 瓦列里娅·科布洛娃 · 俄罗斯（RUS）   | Marwa Amri · 突尼斯（TUN）        |
| 58公斤级 （詳細） | 伊调馨 · 日本（JPN）        | 瓦列里娅·科布洛娃 · 俄罗斯（RUS）   | Sakshi Malik · 印度（IND）        |
| 63公斤级 （詳細） | 川井梨紗子 · 日本（JPN）    | 玛丽亚·马莫舒克 · 白俄罗斯（BLR）   | 叶卡捷琳娜·拉里奥诺娃 · （KAZ）   |
| 63公斤级 （詳細） | 川井梨紗子 · 日本（JPN）    | 玛丽亚·马莫舒克 · 白俄罗斯（BLR）   | 莫妮卡·米哈利克 · 波兰（POL）     |
| 69公斤级 （詳細） | 土性沙羅 · 日本（JPN）      | 纳塔利娅·沃罗比约娃 · 俄罗斯（RUS） | 埃尔米拉·瑟兹德科娃 · （KAZ）     |
| 69公斤级 （詳細） | 土性沙羅 · 日本（JPN）      | 纳塔利娅·沃罗比约娃 · 俄罗斯（RUS） | 燕妮·弗兰松 · 瑞典（SWE）         |
| 75公斤级 （詳細） | Erica Wiebe · 加拿大（CAN） | 古泽尔·马纽罗娃 · （KAZ）           | 张凤柳 · 中国（CHN）              |
| 75公斤级 （詳細） | Erica Wiebe · 加拿大（CAN） | 古泽尔·马纽罗娃 · （KAZ）           | 叶卡捷琳娜·布金娜 · 俄罗斯（RUS） |

## 外部連結
- United World Wrestling（页面存档备份，存于）